# Messerschmitt M 18
Le Bayerische Flugzeugwerke M 18 ( BFW M 18 ), (plus tard appelé Messerschmitt M 18 ) est un avion de ligne produit en Allemagne à la fin des années 1920.

## Conception et développement
Conçu à la demande de Theodor Croneiss pour équiper sa nouvelle compagnie aérienne Nordbayerische Verkehrsflug (NOBA) c'est un monoplan à aile haute cantilever à aile haute et train d'atterrissage classique fixe. Le prototype est construit en bois et toile mais les exemplaires de série ont une structure métallique. Il est apprécié à l'époque pour sa propreté aérodynamique, la légèreté de sa construction et son économie d'usage,.

## Historique opérationnel

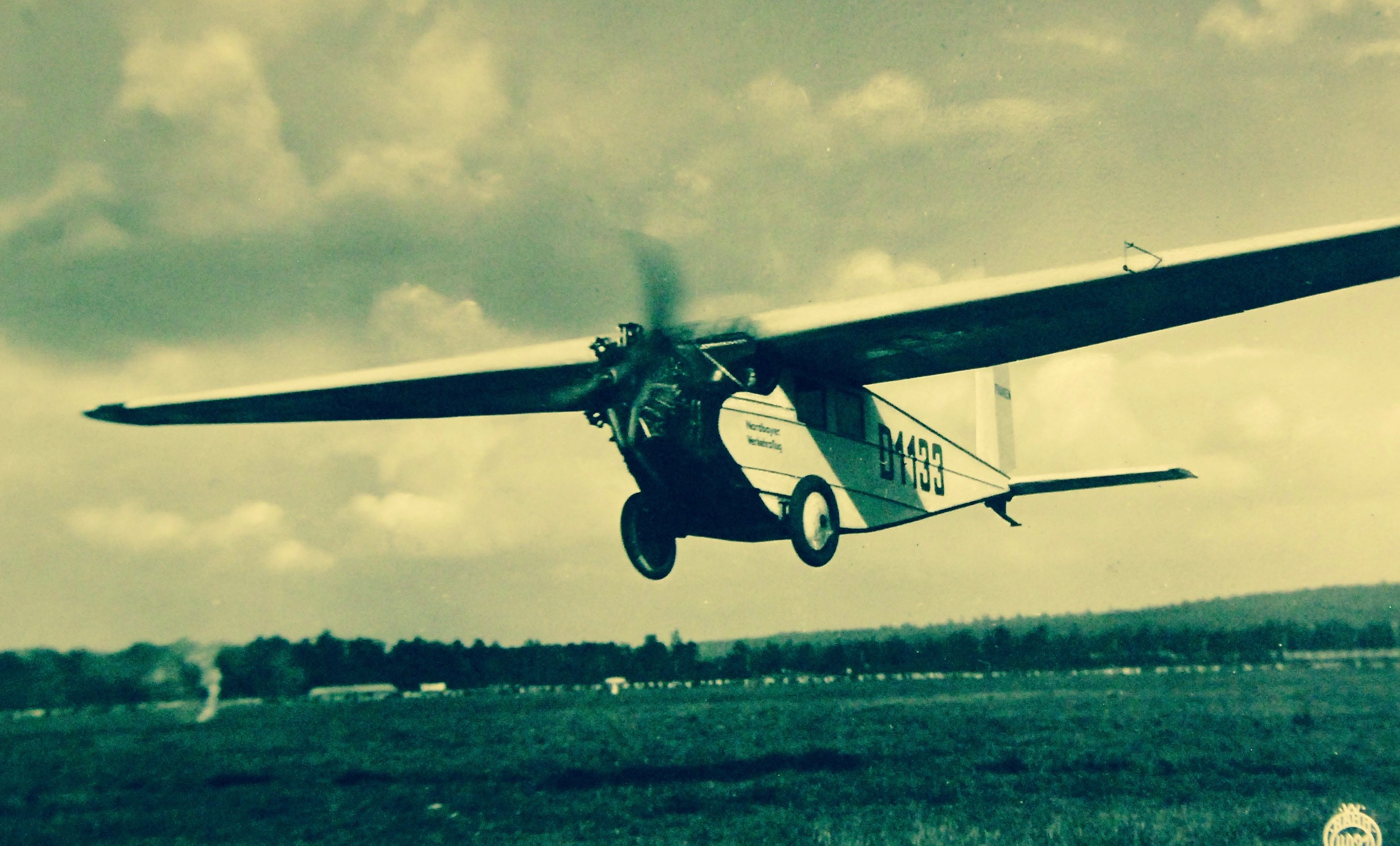
Un M 18 en vol

Le premier M 18 entré en service chez NOBA est fourni par Messerschmitt en échange d'une participation de 49 % dans la nouvelle société. Le 26 juillet 1926 il commence ses vols commerciaux. Les premiers succès de NOBA permettent à l'entreprise de commander des exemplaires supplémentaires d'un modèle amélioré, le M 18b. Elle en achète finalement douze mais leur fabrication dépasse la capacité de la petite entreprise de Messerschmitt, ce qui conduit à une fusion avec Bayerische Flugzeugwerke (BFW) en 1927. À la suite de la transformation de NOBA en DEVAG en 1931, un petit nombre d'une version encore améliorée, le M 18d est commandé, mais le type est bientôt remplacé par le Messerschmitt M 20 similaire mais plus grand.

## Variantes
M 18a
version de série triplace avec moteur Siemens-Halske Sh 11 de 80 cv (deux avions construits)
M 18b

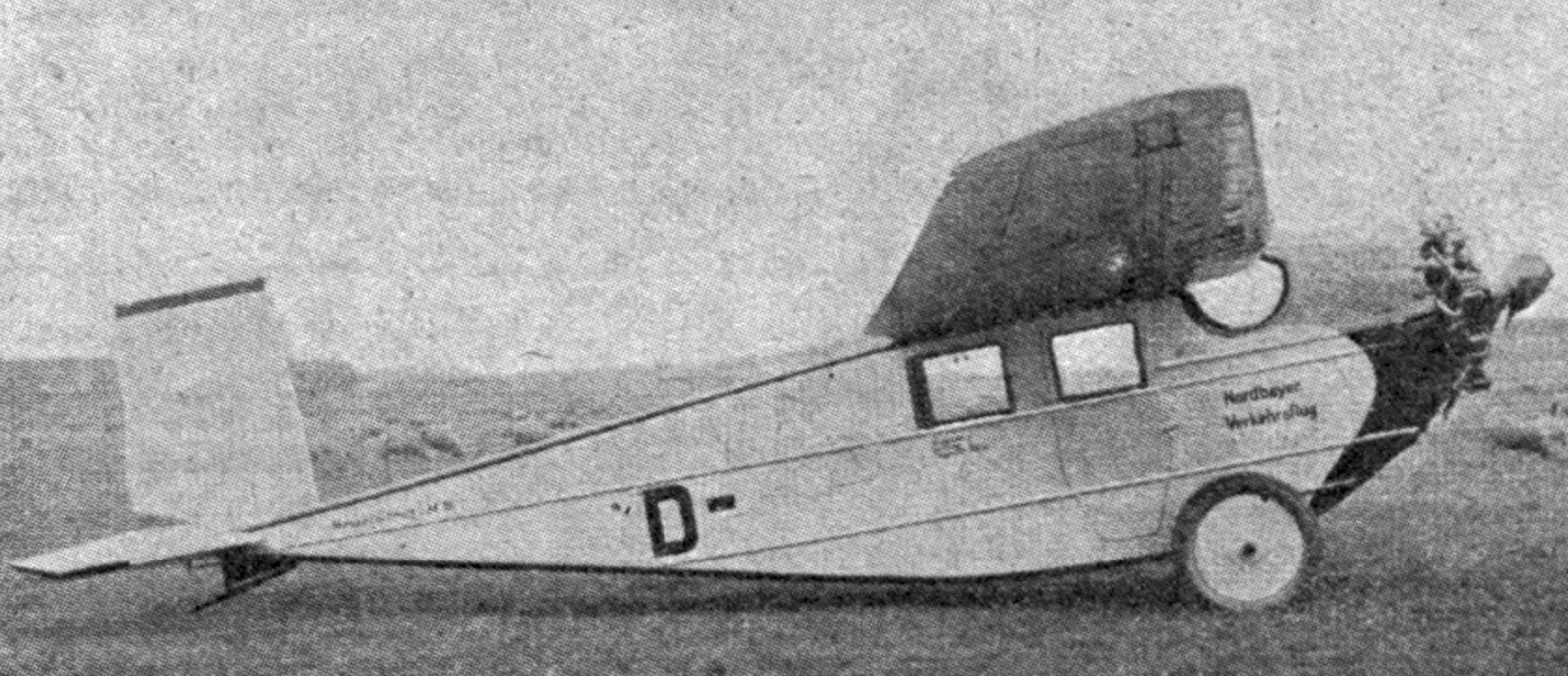
Photo de Messerschmitt M.18b parue dans "Les Ailes" le 15 décembre 1927

 version de série trois à quatre places avec  Moteur Siemens-Halske Sh 12 de 110 cv (12 avions construits)
M 18c
version pour relevés topographiques photographique avec moteur Armstrong Siddeley Lynx de 220 cv (2 ou 3 avions construits)
M 18d
version agrandie pour six à huit passagers, produite avec plusieurs motorisations dont l'Armstrong Siddeley Lynx de 150 cv, le  Walter Mars de 320 cv et le Wright Whirlwind de 220 cv. (8 avions construits)

## Opérateurs
Suisse
- Forces aériennes suisses

En 1929 achète un M 18c à moteur Lynx pour le service du registre foncier de la direction des mensurations cadastrales cet appareil est utilisé par ce service et le service topographique fédéral.
En 1935 les deux services font fabriquer sous licence par les Ateliers fédéraux de construction (A+C) deux M 18d également équipés pour les relevés topographiques. Plus stables que le M 18c ils sont employés de préférence et le M 18c n'intervient plus que comme avion de réserve. L'avion N° 714 est détruit en 1947 lors d'un accident à l'atterrissage. Le N° 713 est utilisé pendant deux ans à des essais de pulvérisation avant d'être réformé en 1954.